# Route 7 (Uruguay)
Pour les articles homonymes, voir Route 7.
La route 7 (espagnol : ruta 7) est l'une des routes nationales de l'Uruguay. Elle traverse le pays du sud au nord-est, reliant la ville de Montevideo à la frontière entre l'Uruguay et le Brésil dans la zone connue sous le nom de Paso Centurion dans le département de Cerro Largo. Il traverse les départements de Montevideo, Canelones, Lavalleja, Treinta y Tres, Cerro Largo. Elle a été baptisée du nom du général Aparicio Saravia, par la loi 15215 du 16 novembre 1981.

## Parcours
Cette route commence son parcours au carrefour dit de Sauce (département de Canelones), à quelques kilomètres de Montevideo, où elle part de la route 6 et se termine à Paso Centurion, sur le río Yaguarón, dans le département de Cerro Largo, à la frontière du Brésil. Bien que la route commence à la jonction avec la Route 6, son premier km de référence est la Plaza Cagancha à Montevideo.
Ce n'est pas une route très fréquentée et elle se caractérise par la présence de nombreux tunnels et passages à niveau avec la voie ferrée, ainsi que par des courbes car elle accompagne sur une grande partie de son parcours la ligne de train qui relie Montevideo à Melo.

## Caractéristiques
État et type de construction de la route selon le tronçon :
| Section                             | Type de réseau             | Type de construction  | État         |
| ----------------------------------- | -------------------------- | --------------------- | ------------ |
| Montevideo-Fray Marcos              | Route primaire nationale   | Chaussée en asphalte  | Très bon     |
| Fray Marcos-Reboledo                | Route secondaire nationale | Chaussée en asphalte  | Très bon     |
| Reboledo-Cerro Colorado             | Route secondaire nationale | Traitement bitumineux | Mauvais      |
| Cerro Colorado-Cerro Chato          | Route secondaire nationale | Traitement bitumineux | Très mauvais |
| Cerro Chato-Santa Clara de Olimar   | Route secondaire nationale | Traitement bitumineux | Mauvais      |
| Santa Clara de Olimar-Fraile Muerto | Route secondaire nationale | Traitement bitumineux | Mauvais      |
| Fraile Muerto-route 26              | Route secondaire nationale | Traitement bitumineux | Mauvais      |
| Route 26-Melo                       | Route secondaire nationale | Traitement bitumineux | Bon          |
| Melo-arroyo de Ibáñez               | Route secondaire nationale | Traitement bitumineux | Mauvais      |
| Arroyo de Ibáñez-río Yaguarón       | Route départementale       | Tosca                 | Mauvais      |